# Полиб (сын Гермеса)
По́либ (др.-греч. Πόλυβος) — персонаж древнегреческой мифологии. Двадцатый царь Сикиона. Сын Гермеса и Хтонофилы. Его дочь Лисианасса замужем за Талаем, родила Адраста. Когда Адраст бежал из Аргоса, он пришел в Сикион и по смерти Полиба стал царем. По другой версии, у Полиба была жена Евбея и сын Главк Морской.